# Paul Spies

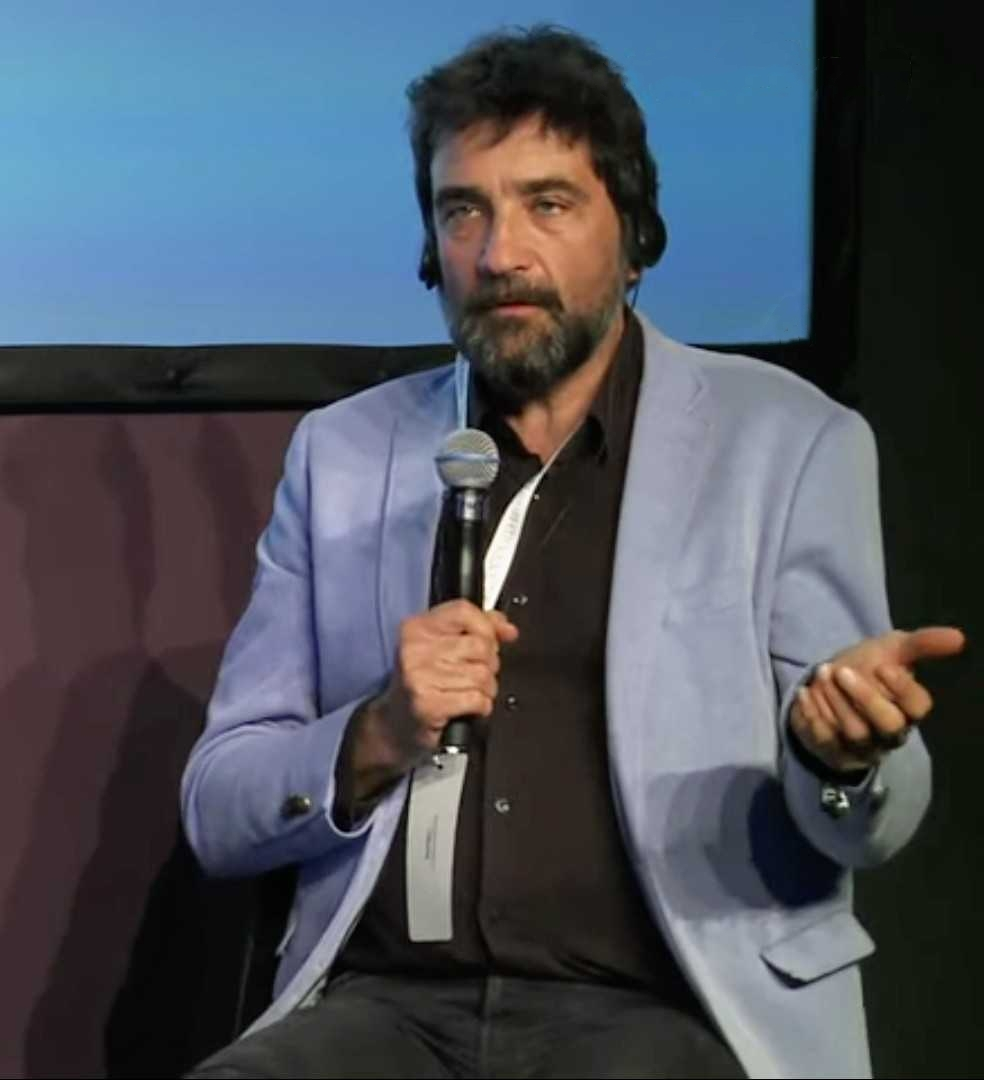
Paul Spies, 2019

Paul Spies (* 1960) ist ein niederländischer Kunsthistoriker. Er war von 2016 bis 2024 Direktor der Stiftung Stadtmuseum Berlin.

## Leben
Spies wuchs in Amsterdam auf und schloss 1986 an der dortigen Universität sein Studium der Kunstgeschichte und Klassischen Archäologie mit Auszeichnung ab.
Im Jahr 1987 gründete er mit D’ARTS ein auf Beratung und Projektmanagement im Bereich Kunstgeschichte spezialisiertes Unternehmen, in dem er mehr als 20 Jahre tätig war. D’ARTS hat zahlreiche Ausstellungen, Bücher, Publikationen, Fernsehprogramme und Marketingkampagnen produziert.
Seit dem 1. Januar 2009 war Spies Direktor der Amsterdam Museum Foundation, zu der die Sammlung der Stadt Amsterdam, drei Museen, zwei historische Kanalhäuser sowie eine Dauerausstellung gehören. Des Weiteren baute er in Amsterdam das sogenannte „Amsterdam Heritage Museums“- Netzwerk auf. Seit 2014 ist Paul Spies leitend tätig in der „Amsterdamse Culturele Instellingenoverleg“ (ACI), der offiziellen Vertretung aller Kultureinrichtungen in Amsterdam und fungiert damit als Vertreter des Amsterdamer Kulturbereichs gegenüber der Verwaltung der Stadt und weiteren Interessensvertretern.
Zum 1. Februar 2016 wurde er vom Berliner Senat als Nachfolger von Franziska Nentwig zum neuen Direktor der Stiftung Stadtmuseum Berlin bestellt. Zusätzlich fungierte er als Chef-Kurator des Landes Berlin im Humboldt Forum. Spies verließ das Museum 2024 vorzeitig. Sein Vertrag wäre noch bis Mitte 2025 gelaufen.